# Hjarnø Sogn
Hjarnø Sogn er et sogn i Hedensted Provsti (Haderslev Stift).
I 1800-tallet var Hjarnø Sogn anneks til Glud Sogn. Begge sogne hørte til Bjerre Herred i Vejle Amt. Glud-Hjarnø sognekommune blev inden kommunalreformen i 1970 lagt sammen med Skjold Sogn til Glud-Skjold sognekommune. Den blev ved selve reformen indlemmet i Juelsminde Kommune, der ved strukturreformen i 2007 indgik i Hedensted Kommune.
I Hjarnø Sogn ligger Hjarnø Kirke.
I sognet findes følgende autoriserede stednavne:
- Hjarnø (areal, ejerlav)
- Hjarnø By (bebyggelse)
- Hjarnø Sund (vandareal)